# 高森敏夫
高森 敏夫（たかもり としお、1911年6月19日 - 1992年2月24日)は、日本の学習教育書作家、小学校教師。
千葉県出身。1931年東京府立青山師範学校卒、下谷区立西町小学校教諭をはじめ、青山小学校、豊玉小学校で教える。戦後は練馬区立中村小学校教諭となり、その間、1949年『考える子供たち』を刊行し、毎日出版文化賞受賞。1964年台東区立台東小学校長、台東幼稚園長、白金小学校長。

## 著書
- 『考える子供たち』角川書店 1949
- 『研究する子供たち』福村書店 1954
- 『算数を楽しく』東京書籍 1978
- 『算数が好きになる教え方』東京書籍 1980
- 『定本・考える子供たち』明治図書出版 1982

### 共編著
- 『小学算数学習辞典』幸充輝共編 東京堂 1958
- 『学校の環境づくり』編 明治図書出版 学校経営問題新書 1967
- 『よい授業を創る算数科教え方事典』授業技術研究所共編 明治図書出版 1983